# نیروگاه هسته‌ای کالورت کلیفز
نیروگاه هسته ای کالورت کلیفز (انگلیسی: Calvert Cliffs Nuclear Power Plant) یک نیروگاه هسته ای است که در ساحل غربی خلیج چساپیک در نزدیکی لوزبی، شهرستان کالورت، مریلند در اقیانوس اطلس ایالات متحده واقع شده‌است. این تنها نیروگاه هسته ای در ایالت مریلند است.

## بررسی اجمالی
این نیروگاه تحت مالکیت و بهره‌برداری شرکت Constellation Energy است و دارای دو راکتور آب تحت فشار دو حلقه ای با ظرفیت ۲۷۳۷ مگاواتی حرارتی (MWth) است. هر واحد تولیدی نیروگاه تقریباً ۸۵۰ مگاوات الکتریکی خالص یا ۹۰۰ مگاوات ناخالص تولید می‌کند. مصرف الکتریکی هر واحد نیروگاه حدود ۵۰ مگاوات است. این واحدها از نوع بخار اشباع (غیر سوپرهیت) هستند و دارایی کارایی حدود ۳۳ درصد هستند (نسبت ۹۰۰ مگاوات ناخالص الکتریکی به ۲۷۰۰ مگاوات حرارتی هسته ای).
فقط خروجی توربین اصلی تک فشار، اندکی قبل از تحویل بخار به موازات سه توربین فشار پایین، کمی توسط یک گرم‌کننده دو مرحله ای سوپرهیت می‌شود. واحد اول از یک توربین و ژنراتور طراحی شده توسط جنرال الکتریک استفاده می‌کند، در حالی که واحد دوم از یک توربین و ژنراتور طراحی شده توسط وستینگهاوس استفاده می‌کند.
گرمای تولید شده توسط راکتور به خلیج بازمی‌گردد که به عنوان یک هیت سینک خنک‌کننده برای نیروگاه عمل می‌کند. واحد ۱ در سال ۱۹۷۵ و واحد ۲ در سال ۱۹۷۷ وارد بهره‌برداری تجاری شدند.
هزینه کل این دو واحد در زمان ساخت حدود ۷۶۶ میلیون دلار آمریکا بود که در سال ۲۰۲۴ حدود ۳٫۶۹۹ میلیارد دلار است. دو ژنراتور بخار واحد ۱ در سال ۲۰۰۲ و سر مخزن راکتور آن در سال ۲۰۰۶ جایگزین شدند، در حالی که در واحد ۲، ژنراتورهای بخار در سال ۲۰۰۳ و سر مخزن راکتور در سال ۲۰۰۷ جایگزین شدند.
آب‌های اطراف این نیروگاه مکانی بسیار محبوب برای ماهیگیران است. واحد ۱ و ۲ هرکدام از آب خلیج برای خنک کردن کندانسورهای توربین بخار خود و سایر مبدل‌های حرارتی سیستم اولیه و ثانویه خنک‌کننده استفاده می‌کنند. آب خلیج با سرعت جریان اسمی ۱٫۲ میلیون گالن در دقیقه (۷۵۰۰۰ لیتر در ثانیه) در واحد از هر کندانسور توربین بخار خارج می‌شود. آب برگشتی بیش از ۶ درجه سانتیگراد گرمتر از آب ورودی از خلیج است.
برخلاف بسیاری از نیروگاه‌های هسته ای دیگر، نیروگاه کالورت کلیفز لازم نداشت از برج‌های خنک‌کننده آب برای بازگرداندن آب گرم به دمای اولیه خود استفاده کند. از آنجایی که آب خیلی سریع بیرون می‌آید و نوعی جریان آب شکافنده ایجاد می‌کند، می‌تواند مکانی خطرناک برای ماهیگیری باشد.
واحد سوم نیروگاه تنها به حدود ۱۰ درصد از حجم آب خنک‌کننده مورد نیاز برای مجموع واحدهای اول و دوم نیاز دارد در نتیجه ورود ماهی و صدف کمتر از ۳٫۵ درصد نسبت به واحد ۱ و ۲ است.
در فوریه ۲۰۰۹، کالورت کلیفز رکورد جهانی راکتورهای آب تحت فشار را با کار بدون وقفه ۶۹۲ روز به نام خود ثبت کرد. علاوه بر این، ضریب ظرفیت واحد ۲ در سال ۲۰۰۸ رکورد جهانی ۱۰۱٫۳۷ درصد بود.

## انرژی تولیدی بر حسب مگاوات ساعت
| سال  | Jan       | Feb       | Mar       | Apr       | May       | Jun       | Jul       | Aug       | Sep       | Oct       | Nov       | Dec       | جمع سالیانه |
| ---- | --------- | --------- | --------- | --------- | --------- | --------- | --------- | --------- | --------- | --------- | --------- | --------- | ----------- |
| ۲۰۰۱ | 1,293,872 | 1,168,618 | 963,457   | 623,493   | 938,578   | 1,202,772 | 1,252,634 | 1,245,846 | 1,212,574 | 1,223,040 | 1,244,048 | 1,287,335 | ۱۳٬۶۵۶٬۲۶۷  |
| ۲۰۰۲ | 1,288,202 | 862,457   | 645,092   | 619,921   | 639,467   | 829,551   | 1,146,622 | 1,242,220 | 1,211,273 | 1,271,399 | 1,079,479 | 1,292,322 | ۱۲٬۱۲۸٬۰۰۵  |
| ۲۰۰۳ | 1,292,663 | 872,233   | 647,476   | 784,844   | 1,259,096 | 1,240,051 | 1,270,234 | 1,258,254 | 1,226,338 | 1,293,673 | 1,245,064 | 1,300,787 | ۱۳٬۶۹۰٬۷۱۳  |
| ۲۰۰۴ | 1,245,680 | 1,218,948 | 1,261,451 | 816,454   | 1,104,627 | 1,250,809 | 1,278,968 | 1,272,708 | 1,231,056 | 1,301,634 | 1,274,705 | 1,323,220 | ۱۴٬۵۸۰٬۲۶۰  |
| ۲۰۰۵ | 1,322,990 | 1,047,379 | 949,726   | 1,267,648 | 1,307,731 | 1,240,130 | 1,254,931 | 1,252,361 | 1,218,377 | 1,283,417 | 1,249,369 | 1,309,162 | ۱۴٬۷۰۳٬۲۲۱  |
| ۲۰۰۶ | 1,296,648 | 992,845   | 648,193   | 1,014,558 | 1,303,841 | 1,246,405 | 1,264,266 | 1,258,643 | 1,233,168 | 1,287,865 | 1,153,244 | 1,130,735 | ۱۳٬۸۳۰٬۴۱۱  |
| ۲۰۰۷ | 1,297,997 | 1,086,076 | 661,313   | 1,182,021 | 1,303,229 | 1,241,232 | 1,266,519 | 1,251,396 | 1,223,218 | 1,264,543 | 1,262,781 | 1,312,867 | ۱۴٬۳۵۳٬۱۹۲  |
| ۲۰۰۸ | 1,315,326 | 1,069,745 | 976,840   | 1,262,420 | 1,292,113 | 1,231,842 | 1,242,086 | 1,235,296 | 1,213,153 | 1,273,123 | 1,261,192 | 1,305,559 | ۱۴٬۶۷۸٬۶۹۵  |
| ۲۰۰۹ | 1,303,777 | 1,045,223 | 940,839   | 1,260,328 | 1,291,934 | 1,226,644 | 1,158,547 | 1,245,982 | 1,225,916 | 1,282,637 | 1,259,342 | 1,308,950 | ۱۴٬۵۵۰٬۱۱۹  |
| ۲۰۱۰ | 1,312,339 | 743,084   | 806,878   | 1,257,938 | 1,140,982 | 1,208,350 | 1,228,584 | 1,234,815 | 1,214,634 | 1,280,334 | 1,256,430 | 1,309,580 | ۱۳٬۹۹۳٬۹۴۸  |
| ۲۰۱۱ | 1,315,452 | 865,796   | 965,147   | 1,264,689 | 1,298,663 | 1,182,649 | 1,247,953 | 1,171,521 | 1,217,571 | 1,277,972 | 1,273,121 | 1,316,903 | ۱۴٬۳۹۷٬۴۳۷  |
| ۲۰۱۲ | 1,316,989 | 662,951   | 649,574   | 1,051,724 | 1,309,178 | 1,244,799 | 1,170,262 | 1,147,869 | 1,230,720 | 1,301,649 | 1,196,588 | 1,296,963 | ۱۳٬۵۷۹٬۲۶۶  |
| ۲۰۱۳ | 1,326,175 | 950,117   | 784,587   | 1,283,601 | 1,094,820 | 1,249,816 | 1,262,218 | 1,258,216 | 1,140,152 | 1,306,577 | 1,279,188 | 1,328,838 | ۱۴٬۲۶۴٬۳۰۵  |
| ۲۰۱۴ | 1,131,490 | 920,341   | 885,275   | 1,284,065 | 1,258,025 | 1,238,371 | 1,237,907 | 1,262,348 | 1,226,067 | 1,296,681 | 1,277,023 | 1,325,741 | ۱۴٬۳۴۳٬۳۳۴  |
| ۲۰۱۵ | 1,327,603 | 919,447   | 1,036,388 | 1,184,895 | 1,301,932 | 1,255,122 | 1,279,970 | 1,282,379 | 1,245,002 | 1,317,016 | 1,280,853 | 1,212,718 | ۱۴٬۶۴۳٬۳۲۵  |
| ۲۰۱۶ | 1,277,060 | 905,712   | 1,081,688 | 1,280,694 | 1,311,965 | 1,232,424 | 1,280,694 | 1,268,992 | 1,241,410 | 1,304,576 | 1,279,860 | 1,295,102 | ۱۴٬۷۶۰٬۱۷۷  |
| ۲۰۱۷ | 1,329,771 | 853,695   | 1,215,964 | 1,294,186 | 1,328,553 | 1,271,137 | 1,298,704 | 1,293,666 | 1,265,599 | 1,316,555 | 1,295,563 | 1,343,595 | ۱۵٬۱۰۶٬۹۸۸  |
| ۲۰۱۸ | 1,346,338 | 960,036   | 972,281   | 1,287,475 | 1,333,913 | 1,276,519 | 1,303,698 | 1,283,282 | 1,246,389 | 1,320,437 | 1,305,333 | 1,352,230 | ۱۴٬۹۸۷٬۹۳۱  |
| ۲۰۱۹ | 1,352,917 | 956,165   | 981,233   | 1,303,153 | 1,334,182 | 1,272,540 | 1,300,484 | 1,284,026 | 1,264,678 | 1,312,355 | 1,302,614 | 1,348,575 | ۱۵٬۰۱۲٬۹۲۲  |
| ۲۰۲۰ | 1,349,218 | 939,661   | 1,058,722 | 1,298,643 | 1,339,557 | 1,278,643 | 1,299,341 | 1,289,513 | 1,262,085 | 1,323,210 | 1,295,674 | 1,346,290 | ۱۵٬۰۸۰٬۵۵۷  |
| ۲۰۲۱ | 1,350,621 | 1,163,666 | 832,885   | 1,297,994 | 1,337,931 | 1,278,215 | 1,263,359 | 1,288,572 | 1,253,272 | 1,320,373 | 1,259,115 | 1,347,630 | ۱۴٬۹۹۳٬۶۳۳  |
| ۲۰۲۲ | 1,281,507 | 723,066   | 1,295,799 | 1,289,866 | 1,331,688 | 1,266,856 | 1,285,312 | 1,268,268 | 1,111,644 | 1,325,007 |           |           | ۱۲٬۱۷۹٬۰۱۳  |

## جمعیت اطراف
کمیسیون تنظیم مقررات هسته‌ای، دو منطقه برنامه‌ریزی اضطراری را در اطراف نیروگاه‌های هسته‌ای تعریف می‌کند: یک منطقه مسیر پرتودهی با شعاع ۱۶ کیلومتر که مربوط به قرار گرفتن در معرض و استنشاق آلودگی رادیواکتیو موجود در هوا است و منطقه دیگر برای حدود ۵۰ ۸۰ کیلومتر، مربوط به خوردن غذا و مایعات آلوده به رادیواکتیویته است.
بر اساس تجزیه و تحلیل داده‌های سرشماری ایالات متحده، جمعیت سال ۲۰۱۰ در فاصله ۱۶ کیلومتری از کالورت کلیفز برابر ۴۸۷۹۸ نفر بود که در یک دهه، ۸۶٫۴ درصد افزایش داشته‌است. جمعیت سال ۲۰۱۰ در فاصله ۸۰ کیلومتری برابر ۲۸۹۰۷۰۲ نفر بود که کاهش ۲ درصدی از سال ۲۰۰۰ را نشان می‌دهد.

## مخاطرات
نزدیکی به کارخانه LNG
در سال ۲۰۰۱، زمانی که قرار بود کارخانه سوخت گاز مایع Dominion Cove Point بازگشایی شود، بسیاری از ساکنان محلی نگران نزدیکی به این نیروگاه هسته ای (۳ مایل) بودند. ساکنان فکر می‌کردند که کمیسیون فدرال تنظیم‌گری انرژی قبل از افتتاح کارخانه خطراتی را که می‌تواند ناشی از حمله یا انفجار باشد در نظر نگرفت.
لرزه خیزی
بر اساس یک مطالعه کمیسیون تنظیم گری هسته ای که در اوت ۲۰۱۰ منتشر شد، تخمین از خطر وقوع زلزله آن قدر شدید بود که به راکتور کالورت کلیفز آسیب برساند، برای راکتور اول برابر ۱ در ۱۰۰۰۰۰ و برای راکتور دوم ۱ در ۸۳۳۳۳ بود.
ملاحظات زیست‌محیطی
دانشمندان دانشگاه جان هاپکینز نگران بودند که تخلیه آب خنک‌کننده گرم شده از نیروگاه برای یک عنصر حیاتی از اکوسیستم خلیج چساپیک، یعنی خرچنگ‌های آبی معروف خلیج مضر باشد. در اواخر دهه ۱۹۶۰، دعوی حقوقی ناشی از قانون سیاست ملی محیط زیست کنگره در نهایت منجر به ایجاد یکی از مشهورترین پرونده‌های زیست‌محیطی در تاریخ آمریکا شد، کمیته هماهنگی Calvert Cliffs, Inc. v. کمیسیون) برای بررسی اثرات زیست‌محیطی ساخت و نگهداری چنین نیروگاه انرژی اتمی.

## تمدید پروانه بهره‌برداری ۲۰۰۰
در سال ۲۰۰۰، کمیسیون تنظیم مقررات هسته ای مجوز نیروگاه را به مدت ۲۰ سال دیگر تمدید کرد و کالورت کلیفز را به اولین نیروگاه هسته ای در ایالات متحده تبدیل کرد که چنین پروانه ای دریافت کرد. جورج دبلیو بوش در ژوئن ۲۰۰۵ از نیروگاه بازدید کرد که اولین باری بود که یک رئیس‌جمهور از یک نیروگاه هسته ای در نزدیک به دو دهه بازدید کرد.

## پیشنهاد اضافه کردن راکتور سوم
شرکت انرژی هسته ای یونی استار (UniStar Nuclear Energy) اعلام کرد که قصد دارد واحدی از راکتور قدرت تکاملی (نوع US-EPR) در کالورت کلیفز بسازد. این شرکت به‌طور مشترک متعلق به Constellation Energy (CEG) و Électricité de France (EDF)، سازنده و تأمین کننده فرانسوی نیروگاه‌های هسته ای بود.
واحد پیشنهادی حدود دو برابر انرژی هر یک از واحدهای موجود تولید می‌کرد. در ۱۳ ژوئیه ۲۰۰۷، یونس استار درخواستی جزئی به کمیسیون تنظیم مقررات هسته ای ارائه کرد تا برنامه‌های خود برای ساخت واحد سوم نیروگاه هسته ای را بر اساس راکتور قدرت تکاملی AREVA ایالات متحده را بررسی کند. پیشنهاد شد که این واحد در جنوب واحدهای موجود ۱ و ۲ واقع شده و از خط ساحلی عقب‌نشینی کند. اگرچه تنها یک واحد بود، اما مساحت زمین مورد نیاز آن حدود دو برابر واحدهای موجود با هم بود. این بود که بایستی یک سیستم خنک‌کننده حلقه بسته با استفاده از یک برج خنک‌کننده مکانیکی تک هیبریدی داشته باشد.
مخالفان و حامیان راکتور سوم پیشنهادی در یک سری جلسات عمومی در برابر مقامات کمیسیون تنظیم مقررات هسته ای ایالات متحده شرکت داشتند. در مارس ۲۰۰۹، بیل پیل از جنوب شهرستان کالورت از کمیسیون تنظیم مقررات هسته ای خواست تا مجوز انتشار راکتور را به دلیل نگرانی‌های بهداشتی و ایمنی رد کند. جورج واندرهیدن، رئیس و مدیر عامل انرژی هسته‌ای UniStar، از NRC خواست تا درخواست مجوز هوایی را تأیید کند.
در اکتبر ۲۰۱۰، Constellation Energy گفت که در مذاکرات برای تضمین وام فدرال برای ساخت رآکتور سوم پیشنهادی به بن‌بست رسیده‌است. دولت به دنبال کارمزد ۸۸۰ میلیون دلاری با ضمانت حدود ۷٫۶ میلیارد دلاری برای جبران خطر نکول مالیات‌دهندگان بود. شرکت Constellation Energy پاسخ داد که چنین هزینه‌ای پروژه را با شکست مواجه می‌کند.
بر اساس گزارش SEC، در نوامبر ۲۰۱۰، قرارداد انتقال سهام گروه انرژی Constellation در یک شرکت توسعه هسته ای به شریک فرانسوی آن بسته شد. یک ماه قبل، Constellation موافقت کرد که ۵۰ درصد سهام خود در UniStar Nuclear Energy را به مبلغ ۱۴۰ میلیون دلار به EDF بفروشد و به EDF مالکیت انحصاری سرمایه‌گذاری مشترک و برنامه‌های آن برای توسعه واحد سوم در Calvert Cliffs در جنوب مریلند را بدهد. این قرارداد از EDF خواست ۳٫۵ میلیون سهام خود را به ارزش حدود ۱۱۰ میلیون دلار به Constellation منتقل کند و کرسی خود را در هیئت مدیره Constellation واگذار کند. ساموئل مینزبرگ، طراح EDF استعفا داد.
در آوریل ۲۰۱۱، کمیسیون تنظیم مقررات هسته ای (NRC) اعلام کرد که UniStar واجد شرایط ساخت رآکتور سوم نیست، زیرا از زمانی که Constellation در سال ۲۰۱۰ از شراکت خارج شد، این شرکت متعلق به ایالات متحده نیست. NRC به پردازش درخواست ادامه خواهد داد، اما تا زمانی که الزامات مالکیت برآورده نشود، مجوز صادر نمی‌شود.
هزینه ساخت راکتور ۹٫۶ میلیارد دلار برآورد شد. Constellation Energy در سال ۲۰۱۲ در Exelon ادغام شد. در سال ۲۰۱۵، آروا، که با بازسازی داخلی شرکت خود دست و پنجه نرم می‌کرد، از فرایند صدور گواهینامه برای طراحی راکتور EPR ایالات متحده خارج شد، و عملاً برنامه‌های استقرار یک راکتور اروپایی در ایالات متحده را متوقف کرد.

## حوادث
واحد ۲ نیروگاه هسته ای کالورت کلیفز در ۵ سپتامبر ۲۰۱۳ پس از یک نقص در هنگام آزمایش تعطیل شد. پس از انجام تعمیرات مورد نیاز، در ۱۰ سپتامبر ۲۰۱۳ دوباره باز شد.

## داده‌های راکتور
| Reactor unit               | Reactor type | Capacity (MW) | Capacity (MW) | Construction started | Electricity grid connection | Commercial operation | Shutdown |
| Reactor unit               | Reactor type | Net           | Gross         | Construction started | Electricity grid connection | Commercial operation | Shutdown |
| -------------------------- | ------------ | ------------- | ------------- | -------------------- | --------------------------- | -------------------- | -------- |
| Calvert Cliffs-1           | CE 2-loop    | ۸۵۵           | ۹۱۸           | ۰۱/۰۶/۱۹۶۸           | ۰۳/۰۱/۱۹۷۵                  | ۰۸/۰۵/۱۹۷۵           |          |
| Calvert Cliffs-2           | CE 2-loop    | ۸۵۰           | ۹۱۱           | ۰۱/۰۶/۱۹۶۸           | ۰۷/۱۲/۱۹۷۶                  | ۰۱/۰۴/۱۹۷۷           |          |
| Calvert Cliffs-3 (planned) | US-EPR       | ۱۶۰۰          | ?             |                      |                             |                      |          |